# Бутягин, Павел Васильевич
Павел Васильевич Бутягин (7 (19) июня 1867 — 2 марта 1953) — русский советский микробиолог, профессор. Заслуженный деятель науки РСФСР.

## Биография
Родился в селе Замытье Бежецкого уезда Тверской губернии в семье псаломщика.
Первоначальное образование получил в Тверской духовной семинарии (вып. 1888). Затем учился на медицинском факультете Императорского Томского университета. За студенческую работу «Химико-бактериологическое исследование воды, употребляемой в городе Томске для питья» он был удостоен золотой медали. После окончания университета с отличием в 1893 году он был оставлен работать лаборантом под руководством профессора А. И. Судакова при кафедре гигиены.
После публикации статьи Н. Г. Габричевского и доклада Э. Ру на международном конгрессе о лечебных свойствах противодифтерийной сыворотки в 1896 году при кафедре гигиены была создана бактериологическая лаборатория. По рекомендации А. И. Судакова Павел Васильевич Бутягин был направлен в Институт экспериментальной медицины на четыре месяца для изучения методов изготовления противодифтерийной сыворотки и других прививочных средств. Возвратившись в Томск, он активно участвовал в создании при гигиеническом институте Томского университета специализированной станции по выпуску противодифтерийной сыворотки и был назначен её заведующим.
С июня по октябрь 1900 года находился на военной службе в качестве батальонного врача; участвовал в боевых операциях в Маньчжурии во время военного конфликта в Китае. По возвращении в университет подготовил диссертацию «Об изменении крови лошадей при иммунизации их дифтерийным токсином», которую защитил 5 февраля 1902 года и был удостоен учёной степени доктора медицины. В мае 1902 года был избран приват-доцентом по кафедре гигиены и на два года командирован в Германию, где слушал лекции профессоров Флюгге, А. Вассермана и др. У профессора Лемана в гигиеническом институте  Вюрцбурга он сделал несколько опытов по изучению возбудителей скисания молока, изучал микроорганизмы, вызывающие брожение капусты. Работы Бутягина были опубликованы в «Centralblatt fur Bakteriologie. Parasitenkunde und Jnfectionskrankheiten» и других немецких изданиях.
После возвращения он принял непосредственное активное участие в создании в 1906 году — на частные средства Ивана, Зинаиды Чуриных и В. Т. Зимина — Томского бактериологического института (ныне — НПО «Вирион»). Станция по выпуску противодифтерийной сыворотки стала базой для основания сывороточного отделения нового института, а Бутягин стал директором института (1908—1930). Вскоре здесь по инициативе Бутягина было создано пастеровское отделение (для производства вакцины против бешенства) и оспенный телятник для приготовления оспенной вакцины.
В 1910 году он стал приват-доцентом, а в 1919 году — профессором, созданной им в Томском университете кафедры микробиологии. В Томском институте усовершенствования врачей, который открылся в 1928 году, он также возглавил кафедру микробиологии. По его инициативе был проведен 1-й съезд бактериологов, эпидемиологов и санитарных врачей Сибири.
В 1931 году был арестован и провёл один год в тюрьме и затем два — в ссылке в городе Кзыл-Орда. В 1934 году он возглавил кафедру микробиологии Новосибирского института усовершенствования врачей, а в 1935—1953 годах был заведующим кафедрой микробиологии Новосибирского медицинского института.
Похоронен на Заельцовском кладбище Новосибирска, участок 37.

## Научная деятельность
Научные работы П. В. Бутягина разнообразны, но посвящены главным образом физиологии бактерий и сывороточно-вакцинному производству. Он изучал накопление антител и изменения крови у иммунизируемых животных и получил высокоактивную для того времени противодифтерийную сыворотку. Особое место заняло санитарно-эпидемиологическое обследование районов Кузбасса.
Деятельность П. В. Бутягина была отмечена рядом наград: орден Св. Владимира 4 степени, ордена Св. Анны 2-й и 3-й степени, орден Св. Станислава 2-й степени, орден Красной Звезды, медаль «За доблестный труд в Великой Отечественной войне 1941-1945 гг.». В 1947 году ему было присвоено звание Заслуженный деятель науки РСФСР.